# 65866 Wynneozrics
65866 Wynneozrics este o planetă minoră (asteroid), cu un diametru de 17,043 km, din centura de asteroizi. A fost descoperită pe 10 august 1997 la  de George R. Viscome⁠(d). 
Obiectul prezintă o orbită caracterizată de o semiaxă mare de 3,1737236207101 UAi, o excentricitate de 0,25373853734576, o înclinație de 24,365790931529 ° în raport cu ecliptica.